# Paulus Buys

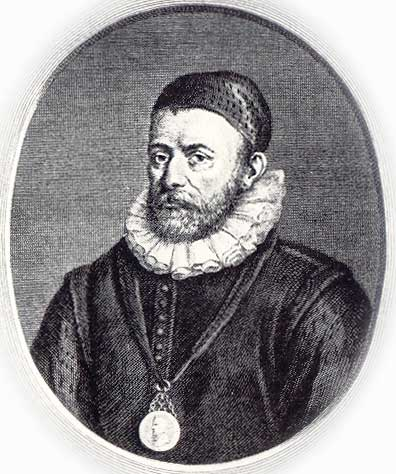
Paulus Buys zwischen den Jahren 1570 und 1580

Paulus Buys oder Pauwels Buys , Herr von Zevenhoven und (ab 1592) von Capelle ter Vliet, (* 1531 in Amersfoort; † 4. Mai 1594 auf Huis Capelle ter Vliet bei IJsselstein) war ein niederländischer Staatsmann aus der Zeit des Achtzigjährigen Krieges, welcher zwischen den Jahren 1572 und 1585 das Amt des Landesadvokaten von Holland und Westfriesland innehatte.

## Biografisches
Paulus Buys wurde als Spross einer wohlgestellten Familie in Amersfoort geboren. Er studierte an zahlreichen bedeutenden Universitäten Frankreichs und nahm danach den Rang eines Advokaten am Hof van Holland ein. Im Jahre 1561 wurde er als Pensionaris der Stadt Leiden bestellt und war gleichzeitig Hoogheemraad des niederländischen Rheinlandes. Zum Landesadvokaten wurde er schließlich im Jahre 1572 bestellt.

### Buys politisches Konzept und Wirken
Buys war gegen den sogenannten Tiende Penning, welcher eine neuerliche Steuerbelastung durch den spanischen Landvogt, den Herzog von Alva, darstellte. Buys reiste ins deutsche Arnstadt, wo Wilhelm von Oranien nach seinem missglückten Befreiungsversuch des Jahres 1568 weilte. Paulus Buys und Wilhelm von Oranien sprachen über die unhaltbaren Umstände durch die spanischen Truppen in den Niederlanden. Buys kehrte alsbald in seine niederländische Heimat zurück, um im Verborgenen Unterstützung in Form von Geld für den Oranier und seine Mitstreiter auftreiben zu können.
Im Jahre 1572 weigerte sich Leiden, geführt durch Paulus Buys, eine spanische Garnison in der Stadt zu versorgen. Im darauffolgenden Jahr wurde Buys zum Leiter des Staatsrates der Niederlande, des „Raad van State“, ernannt. Dieses war aber mit dem Risiko einer militärischen Niederlage Oraniens gegen die Spanier in der Schwebe. Buys war im Jahre 1574 als Hoogheemraad des Rheinlandes dafür verantwortlich, dass die Deiche rund um Leiden durchstochen und überflutet wurden. Dieses ermöglichte den Spaniern kein weiteres Vordringen auf die Stadt Leiden. Am 3. Oktober schließlich wurde Leiden durch die Wassergeusen befreit.
Im Dezember des Jahres 1575 versuchte Buys in England, einen Bund mit Königin Elisabeth Tudor zu schließen, welcher aber dann schlussendlich nicht zustande kam. An der Errichtung der Utrechter Union hatte Buys Anteil gehabt. Nach dem Mord an Wilhelm von Oranien verließ Buys den „Raad van State“. Als der englische Bevollmächtigte Robert Dudley, 1. Earl of Leicester im Jahre 1585 in die Niederlande kam, wurde der politisch Pro-englisch gesinnte Paulus Buys dessen Rat.

### Buys politisches Ende
Nach einer Auseinandersetzung mit dem Grafen Leicester, Buys wurde einer Intrige im Rücken des Grafen beschuldigt, wurde er für ein halbes Jahr lang in Gefangenschaft gesetzt. Er wurde schließlich für die Summe von 25.000 Niederländische Gulden in die Freiheit entlassen. Diese Summe wurde von diversen niederländischen Städten und der englischen Königin Elisabeth erbracht. Buys Amtsnachfolger als Landesadvokat wurde Johan van Oldenbarnevelt, welcher dieses Amt „revolutionierte“.
Im Jahre 1591 wurde Paulus Buys als Kurator der Universität Leiden abgesetzt. Er übersiedelte von Leiden nach IJsselstein, wo er im Jahre 1594 verstarb.

## Trivia
- Sein Sohn Cornelis Buys (* 1559) war Mitglied der holländischen Grafschaftsverwaltung. Er war im Besitz des Landsitzes „Capelle ter Vliet“ und eines weiteren in Zevenhoven. Es ist nicht ermittelbar, wann Cornelius verstarb.
- Einer von Buys Nachkommen (?), Willem Buys, hatte in den Jahren 1745/46 ebenfalls das höchste Regierungsamt Hollands inne.